# Miek van Geenhuizen
Miek van Geenhuizen, född den 17 december 1981 i Eindhoven, Nederländerna, är en nederländsk landhockeyspelare.
Hon tog OS-silver i damernas landhockeyturnering i samband med de olympiska landhockeytävlingarna 2004 i Aten.
Hon tog OS-guld i samma gren i samband med de olympiska landhockeytävlingarna 2008 i Peking.